# Altes Rathaus (Kirberg)

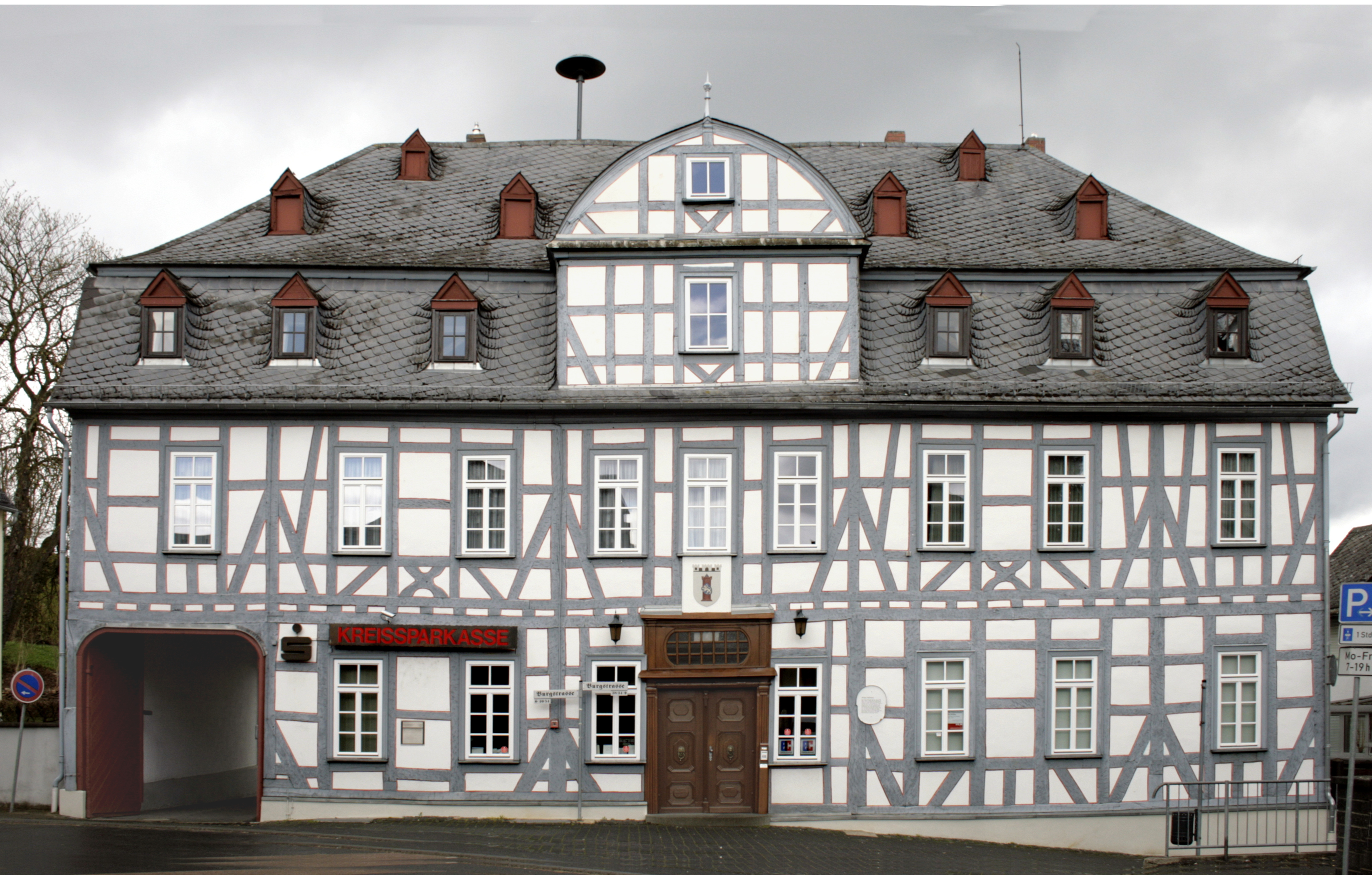
Altes Rathaus in Kirberg

Das Alte Rathaus in Kirberg, einem Ortsteil der Gemeinde Hünfelden im mittelhessischen Landkreis Limburg-Weilburg, wurde Ende des 18. Jahrhunderts errichtet. Das ehemalige Rathaus an der Burgstraße 38 ist ein geschütztes Kulturdenkmal.
Das Fachwerkhaus wurde im späten 18. Jahrhundert als Adelshof vielleicht auf dem Platz eines mittelalterlichen Burgmannenhauses erbaut. Als Rathaus diente das Gebäude vom 19. Jahrhundert bis nach 1970.
Das Fachwerkhaus hat ein Schopf-Mansarddach und einen gerundeten Zwerchhausgiebel. Die frühklassizistische Tür mit sechs geschnitzten Feldern und Oberlicht zeichnet sich durch Pilaster und Beschläge aus. Im Innern hat das Gebäude zwischen den Stockwerken eine einfache Stabgeländertreppe.